# Brigitta Michel-Schwartze
Brigitta Michel-Schwartze (* 1947) ist eine deutsche Professorin für Sozialpädagogik und Sozialarbeitswissenschaft sowie Methoden der Sozialarbeit.

## Leben
Nach einer Verwaltungslaufbahn studierte sie Pädagogik, Psychologie und Soziologie an der Universität Dortmund und Germanistik an der Universität Bochum, war danach bei einem großen Bildungsträger in der Bildungsplanung sowie in Unterricht und Beratung tätig, bevor sie als wissenschaftliche Mitarbeiterin an die Universität der Bundeswehr nach Hamburg wechselte, wo sie auch promovierte. Ihre Dissertation trägt den Titel Die Fortbildungspolitik der Bundesanstalt für Arbeit und ihre paedagogischen Konsequenzen. Sie lehrte drei Semester an der Universität Rostock. Von dort wurde sie an die Hochschule Neubrandenburg berufen, wo sie von 1995 bis 2012 eine Professur im Fachbereich Soziale Arbeit, Erziehung und Bildung innehatte.
Schwerpunkte in Forschung und Lehre sind/waren Sozialarbeitswissenschaft und Methoden der Sozialen Arbeit (Entwicklung einer spezifischen Methode zur Fallarbeit), Folgen von Langzeitarbeitslosigkeit auf Betroffene sowie Prävention von und Intervention gegen Arbeitslosigkeit.
Darüber hinaus wirkte sie in der Hochschulleitung u. a. als Prorektorin sowie kurzzeitig als kommissarische Rektorin, danach als Vorsitzende des Akademischen Senats, konzentrierte sich später auf die Mitwirkung in wissenschaftlichen Gremien im deutschsprachigen Raum.

## Das 4-Ebenen-Modell der Fallarbeit
Die Soziale Diagnostik ist ein Spezifikum der Fallarbeit in der Klinischen Sozialarbeit. Sie kann dazu beitragen, die Soziale Diagnose an die Diagnose anderer mitbeteiligter Disziplinen wie z. B. die Psychologie, die Medizin oder die Psychotherapie anschlussfähig zu machen.
Mit der Professionalisierung von Fallarbeit befasst sich auch Michel-Schwartze. Sie favorisiert bei der Sozialen Diagnostik, die als ein Prozess verstanden werden kann und muss, anstelle des Phasenmodells (exemplarisch mit Anamnese, Diagnose, Behandlung, Intervention und Evaluation) das Ebenenmodell und bricht damit mit der langen Tradition, die das Phasenmodell in der Sozialen Diagnostik hat. Michel-Schwartze begründet ihre Entscheidung mit der oft ausbleibenden Überprüfung und Ergänzungen von bereits abgeschlossenen Phasen. Die Vorteile des Vier-Ebenen-Modells liegen im methodischen Vorgehen, welches parallel erfolgen kann und zu keinem Zeitpunkt des Hilfeprozesses beendet ist, auf vier unterschiedlichen Arbeitsebenen. D.h., die Ebenen unterliegen keiner zeitlichen Begrenzung. Korrekturen, Vervollständigungen, Reflexionen etc. sind jederzeit möglich. Die einzelnen Ebenen greifen ineinander und bieten eine interdependente Reflexionsbasis, wodurch die Professionalität der mit dem Diagnoseprozess Beauftragten gesteigert werden soll. Im Einzelnen handelt es sich bei den Ebenen um (1) Informationssammlung, (2) Diagnose/Problem- und Ressourcenanalyse, (3) Intervention sowie (4) Evaluation.

### Die einzelnen Ebenen im Detail
- Ebene (1) – jene der Informationssammlung – wurde zuvor durch die traditionell bezeichnete Anamnese abgedeckt. Auf dieser Arbeitsebene werden Sachverhalte erfasst, darüber hinaus wird zwischen Informationen, Hypothesen, Beobachtungen und Pseudo-Informationen wie Zuschreibungen und Unterstellungen differenziert.[2]
- Auf Ebene (2) – Diagnose/Problem- und Ressourcenanalyse – werden Problemformulierungen, - erklärungen, gescheiterte und gelungene Problemlösungsversuche aktenkundig zur Kenntnis genommen. Ressourcen (Kompetenzen und hilfreiche Kontakte) sollen erhalten und stabilisiert werden, während Probleme eine Lebenssituation zum Fall für die Soziale Arbeit qualifizieren.[2]
- Auf Ebene (3) – Intervention – sollen Maßnahmen ergriffen werden, die einen ungünstigen Prozess beenden oder umleiten, damit eine gewünschte Entwicklung möglich wird. Dabei gilt es, Interferenzen mit der Informationssammlung, Diagnose und eine Überprüfung qua Evaluation zu beachten.[2]
- Auf der Ebene (4) – Evaluation – erfolgt eine gemeinsame Bewertung (vorläufiger) Ergebnisse oder auch geplanter Interventionsschritte. Die Bewertung verfolgt das Ziel, die Klientel zu stärken und ihrem neuen Wert Geltung zu verschaffen. Die eingeleiteten Maßnahmen werden hierbei auf Gültigkeit überprüft.[2]

## Werke
Publikation von vielen Fachbeiträgen und folgenden Büchern:
- Handlungswissen der sozialen Arbeit: Deutungsmuster und Fallarbeit. Leverkusen 2002, ISBN 3-8100-3551-3.[3]
- Beratung gegen Resignation. Böllert, KT-Verlag, Bielefeld 1995, ISBN 3-925515-56-9.
- Die Fortbildungspolitik der Bundesanstalt für Arbeit und ihre pädagogischen Konsequenzen. Lang, Frankfurt am Main 1994.
- Methodenbuch Soziale Arbeit: Beispiele für methodisches Handeln in Sozialarbeit und Sozialpädagogik. VS-Verlag, Wiesbaden 2007, ISBN 978-3-531-15122-9.[4]
- „Modernisierungen“ methodischen Handelns in der Sozialen Arbeit. VS-Verlag, Wiesbaden 2010, ISBN 978-3-531-16644-5.
- Der Zugang zum Fall: Beobachtungen, Deutungen, Interventionsansätze. Springer VS, Wiesbaden 2016, ISBN 978-3-658-10969-1.
- Die Wissenschaft Soziale Arbeit im Diskurs: Auseinandersetzungen mit theoriebildenden Grundlagen Sozialer Arbeit. Opladen, Berlin, Toronto 2016 (in Herausgebergemeinschaft mit Stefan Borrmann, Christian Spatscheck, Sabine Pankofer und Juliane Sagebiel).
- (Hrsg.), Vom Zufall zum Fall. Springer VS, Wiesbaden 2016, ISBN 978-3-658-10969-1.